# Sumpfeibisch
Der Sumpfeibisch (Hibiscus moscheutos), auch Roseneibisch genannt, ist eine Pflanzenart aus der Gattung Hibiskus (Hibiscus) in der Familie der Malvengewächse (Malvaceae). 

## Beschreibung und Ökologie

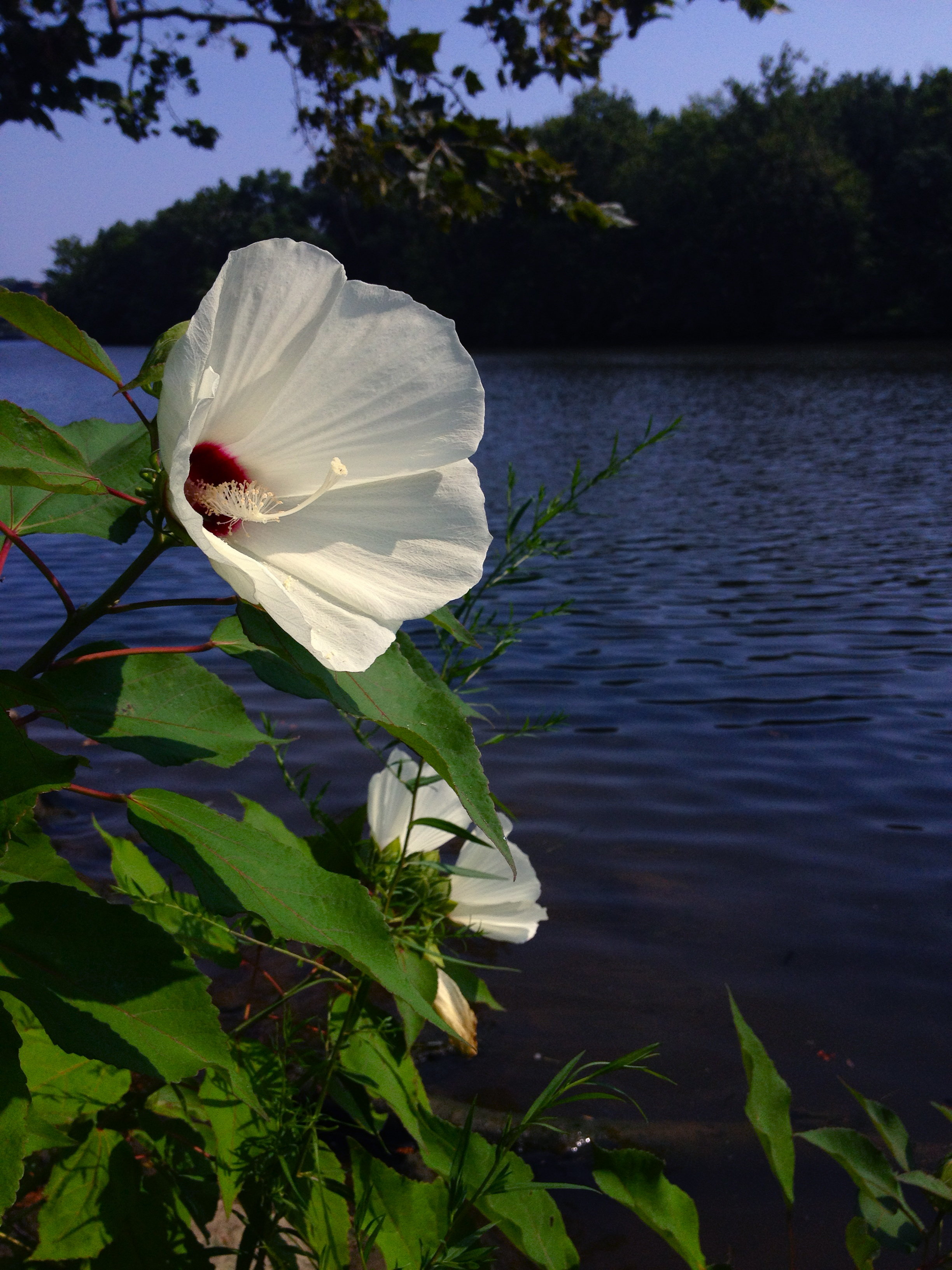
Blüte

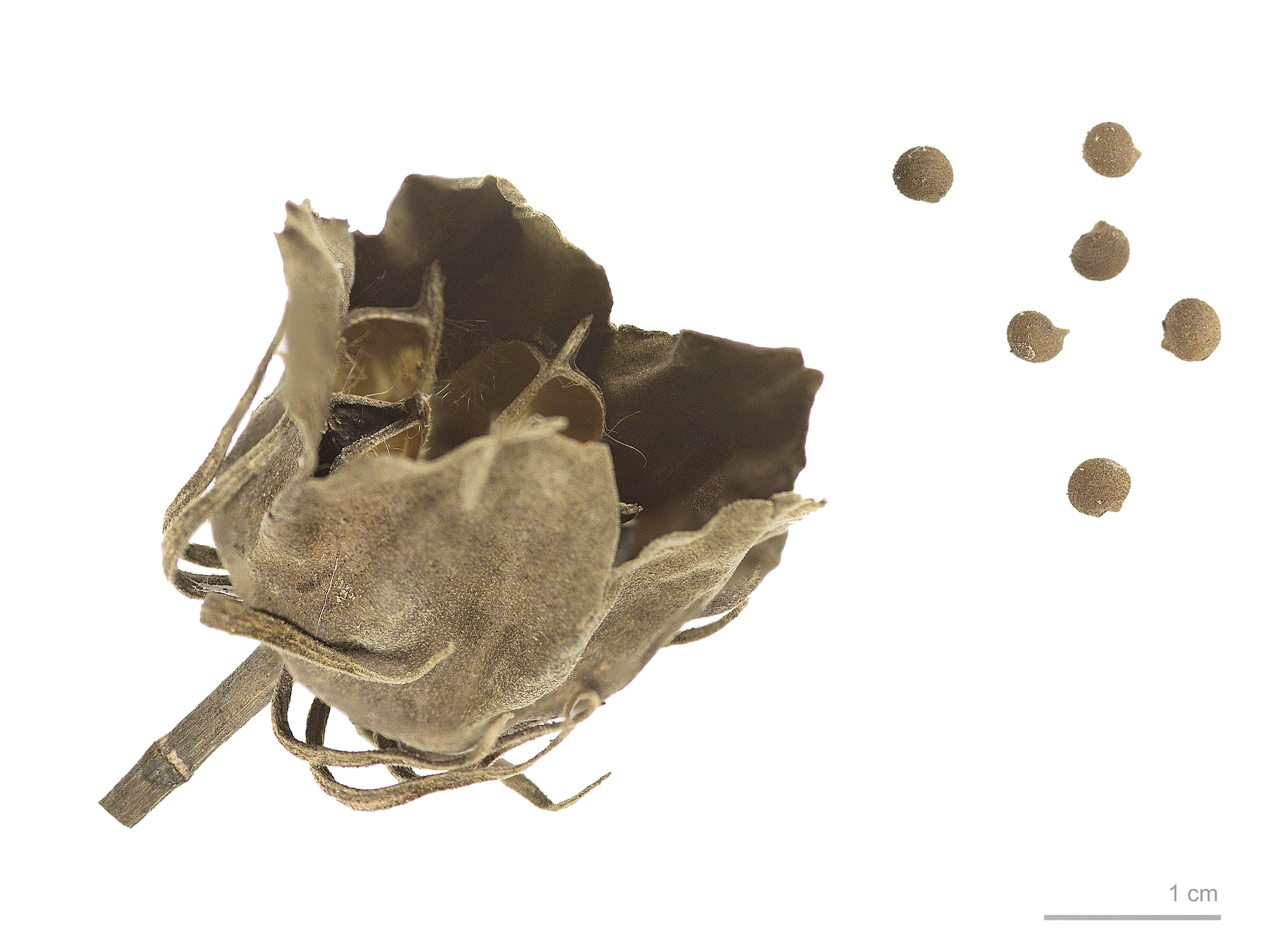
Frucht und Samen

Der Sumpfeibisch  ist eine mehrjährige krautige Pflanze, die Wuchshöhen bis über 2 Meter erreicht. Die oberirdischen Pflanzenteile sterben im Winter ab; die Pflanze treibt im Frühling neu aus dem „Wurzelstock“ aus. Die wechselständig angeordneten Laubblätter sind in Blattstiel und Blattspreite gegliedert. Die einfache Blattspreite ist 15 bis 20 cm lang und 5 bis 7 cm breit. Die Blattunterseite ist samtig behaart und die -oberseite ist kahl.
Die zwittrigen Blüten sind etwa handtellergroß; sie erreichen Durchmesser von etwa 15 Zentimetern, bei vielen Zuchtformen jedoch auch bis zu 30 cm. Sie sind weiß oder rosa, teilweise zart dunkelrosa überhaucht, in der Mitte um den Stempel hellrosa bis dunkelkarmin schattiert. Die einzelne Blüte blüht nur einen Tag lang. Die Insekten, die in der Heimat Nordamerika die großen Blüten bestäuben, kommen in Europa aber nicht vor. Wie bei allen Vertretern der Unterfamilie Malvoideae sind die vielen Staubblätter zu einer den Stempel umgebenden Röhre verwachsen, der sogenannten Columna.

## Vorkommen
In den wärmsten Lagen Deutschlands (Weinanbaugebiete wie der Rheingau) treibt die winterharte Pflanze ab April und setzt ab Ende Juni die Blütenknospen an. Für einen guten Blütenansatz benötigt der Sumpfeibisch sehr warme Sommertemperaturen.
Die Heimat des Sumpfeibisch liegt im südöstlichen Nordamerika, wo als Naturstandorte Sumpf- und Marschland bevorzugt werden. Hibiscus moscheutos ist in vielen Teilen der Welt, beispielsweise weite Gebiete der östlichen bis mittleren USA (westlich bis nach Utah und New Mexico), Hawaii, Frankreich, Italien und Spanien ein Neophyt.

## Systematik
Die Erstveröffentlichung von Hibiscus moscheutos erfolgte 1753 durch Carl von Linné in Species Plantarum, 2, S. 693. Ursprünglich sind die von der Nominatform abweichenden Unterarten als eigene Arten Hibiscus incanus J.C.Wendl. und Hibiscus palustris L. beschrieben worden.
Von Hibiscus moscheutos wurden drei Unterarten beschrieben:
- Hibiscus moscheutos subsp. incanus (J.C.Wendl.) H.E.Ahles
- Hibiscus moscheutos L. subsp. moscheutos
- Hibiscus moscheutos subsp. palustris (L.) R.T.Clausen

## Nutzung
Es sind viele Sorten entstanden; Zuchtziel waren teilweise besonders große Blüten, teilweise besonders kleiner Wuchs. Hier eine Auswahl von Zuchtformen:
- 'Anne Arundel': Pflanze bis etwa 1,7 m hoch; rosa Blüten von etwa 22 cm Durchmesser.
- 'Blue River II': Große weiße Blüten.
- 'Disco Belle Mix': Pflanze bis etwa 2 m hoch; Blüten bis etwa 25 cm Durchmesser; Blütenfarbe variiert von weiß bis dunkelrot.
- 'Lady Baltimore': Pflanze bis etwa 1,7 m hoch; Blüten rosa mit roter Mitte.
- 'Lord Baltimore': Pflanze bis etwa 1,7 m hoch; rote Blüten von etwa 25 cm Durchmesser.
- 'Mallow Marvels': Pflanze bis etwa 1,3 m hoch; Blüten von etwa 15 cm Durchmesser; Blütenfarbe rot, weiß und rosa.
- 'Southern Belle': Pflanze bis etwa 1 m hoch; rote, rosafarbene und weiße Blüten von etwa 25 cm Durchmesser.
- 'Sweet Caroline': Pflanze bis etwa 2 m hoch; Blüten rosa mit dunklerer Mitte und mit dunklen Nervenlinien durchzogen; die Blütenränder sind gekräuselt.
- 'Turn of the Century': Pflanze etwa 2 bis 2,6 m hoch; Blüten rot und rosa.